# Leicester Hemingway
Leicester Clarence Hemingway (* 1. April 1915 in Oak Park, Illinois; † 13. September 1982 in Miami Beach, Florida) war ein amerikanischer Schriftsteller.
Er war der einzige Bruder des Schriftstellers Ernest Hemingway. Er schrieb sechs Bücher einschließlich der Novelle „The Sound of the Trumpet“ (1953), die auf Leicesters Erfahrungen in Frankreich und Deutschland während des Zweiten Weltkrieges basiert. 1961 wurde „My Brother, Ernest Hemingway“ (deutsch: „Mein Bruder Ernest“) veröffentlicht, eine Biographie seines Bruders. Das Werk wurde gut aufgenommen und brachte ihm sowohl Anerkennung als eigenständiger Schriftsteller als auch finanziellen Erfolg.
Am 4. Juli 1964 gründete Leicester Hemingway die Mikronation New Atlantis.
Leicester Hemingway litt an Diabetes mellitus Typ 2 und unterzog sich zahllosen Operationen. Nach jahrelangem Leiden nahm er sich 1982 das Leben.